# Полянський дуб-велетень
Поля́нський дуб-ве́летень — ботанічна пам'ятка природи місцевого значення в Україні. Об'єкт природно-заповідного фонду Харківської області. 
Розташована на території Богодухівського району Харківської області, на південь від села Первухинка. 
Площа — 0,1 га. Статус присвоєно згідно з рішенням облвиконкому від 03.12.1984 року № 562. Перебуває у віданні ДП «Гутянське лісове господарство» (Гутянське л-во, кв. 88, вид. 9). 
Статус присвоєно для збереження одного екземпляра дуба звичайного віком понад 350 років — залишок корінних пралісів.